# NGC 6745
NGC 6745 est une galaxie spirale irrégulière (particulière ?) située dans la constellation de la Lyre. Sa vitesse par rapport au fond diffus cosmologique est de 4 387 ± 61 km/s, ce qui correspond à une distance de Hubble de 64,7 ± 4,6 Mpc (∼211 millions d'al). NGC 6745 a été découverte par l'astronome français Édouard Stephan en 1879.
NGC 6745 est en réalité d'une paire de galaxies en interaction, NGC 6745 (ou NGC 6745A) étant le membre principale et le second étant PGC 200361 (ou NGC 6745B).
NGC 6745 présente une large raie HI et est une galaxie lumineuse en infrarouge (LIRG). Sa luminosité dans l'infrarouge lointain (de 40 à 400 µm) est égale à 7,08 × 1010 {\displaystyle L_{\odot }} (1010,97{\displaystyle L_{\odot }}) et sa luminosité totale dans l'infrarouge (de 8 à 1 000 µm) est de 9,33 × 1010 {\displaystyle L_{\odot }} (1010,52{\displaystyle L_{\odot }}). 

## Galaxies en interaction
NGC 6745 interagit avec la petite galaxie irrégulière PGC 200361. Les deux galaxies sont vraisemblablement entrées en collision il y a quelques centaines de millions d'années, la plus petite ayant partiellement traversé la plus grande. La plus grande galaxie était probablement une galaxie de type spirale avant la collision, mais sa structure est à présent très altérée. On pense aussi qu'elle a dû absorber l'essentiel du milieu interstellaire de la plus petite galaxie lors du passage de cette dernière en son sein.
Il est peu probable que les deux galaxies fusionnent dans un avenir lointain, car la plus petite des deux s'éloigne de sa compagne à une vitesse beaucoup trop élevée.

Les amas stellaires bleus qui forment un pont entre les deux galaxies ont un âge estimé à environ dix millions d'années. Il s'agit d'un ancien nœud de gaz extrait de la grande galaxie et qui a commencé à former abondamment de nouvelles étoiles. Il est aussi à noter que ce groupe d'amas possède sa propre désignation au sein du catalogue PGC, sous le matricule PGC 200362, et est parfois interprété comme étant une troisième galaxie. Cela explique sans doute pourquoi la base de données astronomiques NASA/IPAC classifie NGC 6745 comme étant un triplet de galaxies,.

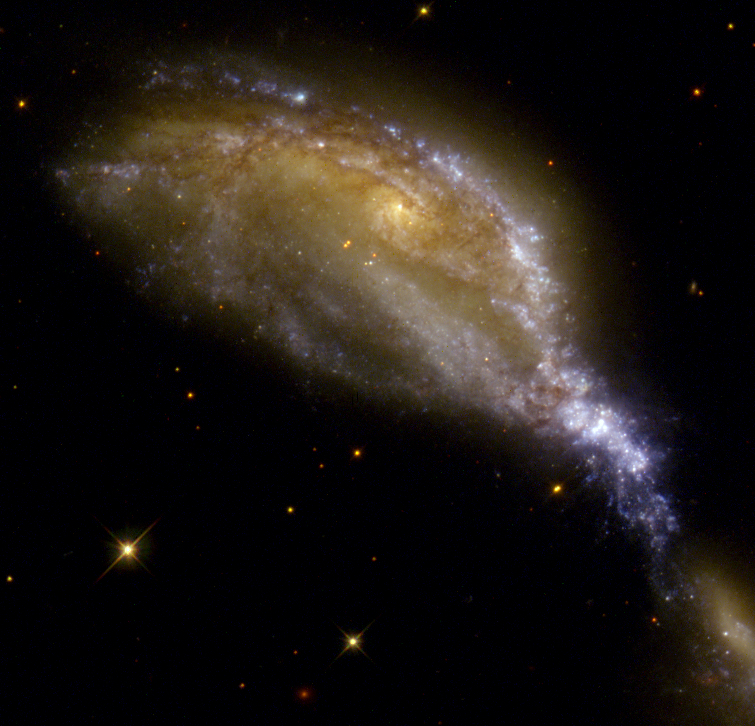
NGC 6745 par le télescope spatial Hubble.

## Supernova
La supernova SN 1999bx a été découverte dans NGC 6745(A) le 26 avril 1999 par les membres du programme LOSS (Lick Observatory Supernova Search) de l'observatoire Lick. D'une magnitude apparente de 16,5 au moment de sa découverte, elle était de type II.